# M6 (Ierland)
De M6 (Engels: M6 Motorway/ Iers: Mótarbhealach M6) is een autosnelweg in Ierland met een lengte van 137 kilometer. De weg loopt van van Kinnegad naar Galway en is een belangrijke oost-westroute. Het is een onderdeel van de nationale primaire weg N6. Het eerste deel tussen Kinnegad en Tyrellspass opende in 2006, het stuk tot Kilbeggan in 2007, tot Athlone in 2008, tot Ballinasloe in 2009 en ten slotte tot Galway. 